# Полистрат
Полистрат (др.-греч. Πολΐστράτος; III в. до н. э.) — древнегреческий философ-эпикуреец, третий по счету схоларх эпикурейской школы в Афинах, управлявший школой примерно c 250 г. до н. э. по 219 или 218 г. до н. э.
Ничего не известно о биографии этого человека, хотя он довольно долго управлял «Садом». Валерий Максим говоря о нём, сообщает также о некоем эпикурейце Гиппоклиде, с которым Полистрат родился в один день, учился и затем преподавал в одной философской школе Эпикура, делил общее имущество, и умерли они тоже в один день в очень преклонном возрасте. Однако мы ничего не знаем и об этом Гиппоклиде. Всё что мы знаем — это общая тематика сочинений Полистрата и тот факт, что схолархом он пробыл даже больше Гермарха, в общей сложности 32 года.
Отрывки двух философских сочинений Полистрата были найдены на территории Виллы Папирусов около Геркуланума.
Первое сочинение О неразумном презрении направлено против тех, кто неразумно отвергает популярные верования. Его оппонентами были киники и скептики. Вторая работа озаглавлена О философии, и только отдельные фрагменты из неё можно разобрать.